# 寿都町
寿都町（すっつちょう）は、北海道後志総合振興局管内にある町。寿都郡に属す。

## 地理
寿都湾に面した日本海側の町。朱太川をはさんで寿都側と歌棄（うたすつ）側に大きく分けられている。主に山岳地帯と海岸地帯で形成されており、平野部は朱太川沿いと河口付近のみである。山岳地帯の最高峰は寿都幌別岳頂上の892.3m。海岸は岩礁部分が大半であり、砂浜は朱太川河口（浜中海浜）など数カ所しかない。
- 山:母衣月山、寿都幌別岳、天狗山
- 河川:朱太川、寿都幌別川、五郎兵衛の川、潮路川、ルロコマナイ川、三つ滝の川、小川、大沢の川、滝の澗川
- 岬:弁慶岬

### 気候
ケッペンの気候区分では西岸海洋性気候に属する。対馬暖流の影響で北海道の中では比較的温暖な気候である。春から夏にかけては「だし風」と呼ばれる強風が吹く日が多い。これは、噴火湾から寿都湾にかけての黒松内低地帯が徐々に狭まっていることにより、南風や南東風が強まりやすいためである。だし風の吹くときには、太平洋側から低い雲（層雲）が流れ込んでくる時も多く、日本海側の他の町が晴れているときであっても寿都（特に朱太川から西の地域）だけは曇ったり霧雨が降っていることがある。冬は、西高東低の気圧配置による北西季節風の影響で雪の降る日が多く、日照時間はきわめて少ない。年間の最大積雪深の平年値は73cm。強風を利用した風力発電所が朱太川河口、寿都温泉付近、月越山脈のふもとの三カ所に建てられている。なお、寿都測候所で観測された最大風速の記録は49.8m/s（1952年4月15日）。これは北海道の全ての気象台、測候所の中でも最大の記録である。
| 寿都特別地域気象観測所（寿都町新栄町、標高33m）の気候   | 寿都特別地域気象観測所（寿都町新栄町、標高33m）の気候 | 寿都特別地域気象観測所（寿都町新栄町、標高33m）の気候 | 寿都特別地域気象観測所（寿都町新栄町、標高33m）の気候 | 寿都特別地域気象観測所（寿都町新栄町、標高33m）の気候 | 寿都特別地域気象観測所（寿都町新栄町、標高33m）の気候 | 寿都特別地域気象観測所（寿都町新栄町、標高33m）の気候 | 寿都特別地域気象観測所（寿都町新栄町、標高33m）の気候 | 寿都特別地域気象観測所（寿都町新栄町、標高33m）の気候 | 寿都特別地域気象観測所（寿都町新栄町、標高33m）の気候 | 寿都特別地域気象観測所（寿都町新栄町、標高33m）の気候 | 寿都特別地域気象観測所（寿都町新栄町、標高33m）の気候 | 寿都特別地域気象観測所（寿都町新栄町、標高33m）の気候 | 寿都特別地域気象観測所（寿都町新栄町、標高33m）の気候 |
| 月                                                      | 1月                                                   | 2月                                                   | 3月                                                   | 4月                                                   | 5月                                                   | 6月                                                   | 7月                                                   | 8月                                                   | 9月                                                   | 10月                                                  | 11月                                                  | 12月                                                  | 年                                                    |
| ------------------------------------------------------- | ----------------------------------------------------- | ----------------------------------------------------- | ----------------------------------------------------- | ----------------------------------------------------- | ----------------------------------------------------- | ----------------------------------------------------- | ----------------------------------------------------- | ----------------------------------------------------- | ----------------------------------------------------- | ----------------------------------------------------- | ----------------------------------------------------- | ----------------------------------------------------- | ----------------------------------------------------- |
| 最高気温記録 °C （°F）                                  | 12.2 (54)                                             | 13.7 (56.7)                                           | 17.5 (63.5)                                           | 27.7 (81.9)                                           | 29.0 (84.2)                                           | 31.3 (88.3)                                           | 33.0 (91.4)                                           | 34.0 (93.2)                                           | 31.1 (88)                                             | 26.8 (80.2)                                           | 22.5 (72.5)                                           | 15.1 (59.2)                                           | 34.0 (93.2)                                           |
| 平均最高気温 °C （°F）                                  | −0.2 (31.6)                                           | 0.3 (32.5)                                            | 3.9 (39)                                              | 10.2 (50.4)                                           | 15.7 (60.3)                                           | 19.2 (66.6)                                           | 23.0 (73.4)                                           | 24.6 (76.3)                                           | 21.6 (70.9)                                           | 15.6 (60.1)                                           | 8.4 (47.1)                                            | 2.0 (35.6)                                            | 12.0 (53.6)                                           |
| 日平均気温 °C （°F）                                    | −2.3 (27.9)                                           | −1.9 (28.6)                                           | 1.2 (34.2)                                            | 6.5 (43.7)                                            | 11.5 (52.7)                                           | 15.4 (59.7)                                           | 19.5 (67.1)                                           | 21.2 (70.2)                                           | 18.1 (64.6)                                           | 12.1 (53.8)                                           | 5.6 (42.1)                                            | −0.3 (31.5)                                           | 8.9 (48)                                              |
| 平均最低気温 °C （°F）                                  | −4.7 (23.5)                                           | −4.6 (23.7)                                           | −1.7 (28.9)                                           | 2.8 (37)                                              | 7.8 (46)                                              | 12.3 (54.1)                                           | 16.8 (62.2)                                           | 18.4 (65.1)                                           | 14.6 (58.3)                                           | 8.4 (47.1)                                            | 2.3 (36.1)                                            | −2.8 (27)                                             | 5.8 (42.4)                                            |
| 最低気温記録 °C （°F）                                  | −15.7 (3.7)                                           | −15.0 (5)                                             | −11.4 (11.5)                                          | −7.7 (18.1)                                           | −1.4 (29.5)                                           | 2.7 (36.9)                                            | 7.1 (44.8)                                            | 10.8 (51.4)                                           | 4.8 (40.6)                                            | −3.6 (25.5)                                           | −9.0 (15.8)                                           | −15.0 (5)                                             | −15.7 (3.7)                                           |
| 降水量 mm （inch）                                      | 120.2 (4.732)                                         | 87.4 (3.441)                                          | 68.1 (2.681)                                          | 59.3 (2.335)                                          | 65.9 (2.594)                                          | 60.7 (2.39)                                           | 94.5 (3.72)                                           | 130.1 (5.122)                                         | 149.8 (5.898)                                         | 128.0 (5.039)                                         | 148.2 (5.835)                                         | 138.5 (5.453)                                         | 1,250.6 (49.236)                                      |
| 降雪量 cm （inch）                                      | 146 (57.5)                                            | 114 (44.9)                                            | 60 (23.6)                                             | 3 (1.2)                                               | 0 (0)                                                 | 0 (0)                                                 | 0 (0)                                                 | 0 (0)                                                 | 0 (0)                                                 | 0 (0)                                                 | 24 (9.4)                                              | 108 (42.5)                                            | 454 (178.7)                                           |
| 平均降水日数 （≥0.5 mm）                                | 25.2                                                  | 20.9                                                  | 16.6                                                  | 11.7                                                  | 10.6                                                  | 9.4                                                   | 9.8                                                   | 11.0                                                  | 13.3                                                  | 15.8                                                  | 20.1                                                  | 24.8                                                  | 189.2                                                 |
| 平均降雪日数 （≥1cm）                                   | 25.3                                                  | 21.3                                                  | 16.0                                                  | 1.6                                                   | 0.0                                                   | 0.0                                                   | 0.0                                                   | 0.0                                                   | 0.0                                                   | 0.0                                                   | 6.0                                                   | 21.2                                                  | 91.5                                                  |
| % 湿度                                                  | 69                                                    | 68                                                    | 66                                                    | 68                                                    | 74                                                    | 82                                                    | 85                                                    | 84                                                    | 78                                                    | 72                                                    | 69                                                    | 69                                                    | 74                                                    |
| 平均月間日照時間                                        | 27.2                                                  | 46.7                                                  | 111.0                                                 | 170.7                                                 | 194.6                                                 | 170.4                                                 | 155.6                                                 | 163.1                                                 | 153.9                                                 | 121.3                                                 | 55.3                                                  | 26.4                                                  | 1,393.5                                               |
| 出典：気象庁 (平均値：1991年-2020年、極値：1884年-現在) |                                                       |                                                       |                                                       |                                                       |                                                       |                                                       |                                                       |                                                       |                                                       |                                                       |                                                       |                                                       |                                                       |

### 植生
全面積（9536ha）のうち森林が7439haと78%を占める。そのうち国有林が25%、道有林が38％、民有林（町有林および私有林）が37%。林種別に見ると、天然林が大半であり78%、人工林が12%、その他が10%となっている。樹種はカラマツ、トドマツなどの針葉樹、ブナ、シラカンバなどの広葉樹が見られる。また、強風のため偏形樹が多く見られる。2006年（平成18年）8月の黒松内森林事務所による調査で、北海道一大きなミズナラがあることが分かった（幹周689cm）。また、2007年（平成19年）4月には、国内最北のブナ林が弁慶岬付近にあることが確認された。これは、それまで最北とされていた蘭越町ツバメ沢よりも約1.5km北である。最低標高と思しきブナの群生も発見されている。

### 隣接している自治体
- 後志総合振興局
  - 寿都郡：黒松内町
  - 島牧郡：島牧村
  - 磯谷郡：蘭越町

## 地名の由来
- アイヌ語の地名「スッツ」に由来する。永田方正『北海道蝦夷語地名解』によると、語源はシュプキペッ（Syupki-pet）で「矢柄に用いる茅のある川」の意であるという。なお同書では、アイヌ語の「シュフ」に由来し「葦や荻が多い岩崎」の意とする説もあるとしつつ、これを否定している。

## 沿革
- 1669年（寛文9年） この頃までに、和人が集落を形成し、商場所（寿都場所）で交易が盛んに行われる。（寿都町の開基はこの年である）
- 1688年（貞享5年）  神威岬から北への婦女子通行禁止令が敷かれ、このため寿都地方に土着する者が増える。
- 1855年（嘉永7年）  松前藩領を上知、公議御料となる。
- 1859年（安政5年）  津軽藩領となり陣屋が築城される。
- 1869年（明治元年）  寿都郡、歌棄郡、磯谷郡などの後志国17郡が設定される。
- 1872年（明治4年）  寿都郡、歌棄郡、磯谷郡に戸長を置く。
- 1879年（明治12年） 寿都郡役所、歌棄郡役所、磯谷郡役所が設置される。
- 1897年（明治30年） 寿都支庁が置かれ、寿都、歌棄、磯谷、島牧の4郡を管轄する。
- 1900年（明治33年） 一級町村制を施行し、寿都町となる。
- 1902年（明治35年） 磯谷郡磯谷村が二級町村制を施行する。
- 1906年（明治39年） 歌棄郡歌棄村が二級町村制を施行する。
- 1910年（明治43年） 寿都支庁が廃止され、後志支庁の管轄となる。
- 1923年（大正12年） 寿都郡政泊村、樽岸村が二級町村制を施行する。
- 1933年（昭和8年）10月1日 寿都町が政泊村を編入する。
- 1955年（昭和30年）1月15日 寿都町、樽岸村（中の川を除く）、歌棄村、磯谷村の1町3村が合併し、新しい「寿都町」となる。これにより、歌棄郡が消滅。
- 2008年（平成20年）4月26日 道の駅みなとま〜れ寿都オープン。
- 2020年（令和2年）11月17日 原子力発電環境整備機構（NUMO）による高レベル放射性廃棄物の最終処分地の選定に向けた「文献調査」を開始。[3]

## 行政

### 役場
- 町長：片岡春雄（5期目:2001年11月-）
- 町議会：定数9[4]
寿都町では2005年の町長選挙以降、全国でも珍しい平日投票（火曜日を投票日とする）が行われている[5]。
- 町村合併問題：島牧村・黒松内町・寿都町任意合併協議会が2004年（平成16年）2月26日に解散している。
- ゴミ処理：南後志衛生施設組合（島牧村、黒松内町、寿都町）で行っている。
- 組織
  - 企画課
  - 総務課
  - 財政課
  - 町民課
  - 産業振興課
  - 施設課
  - 出納課
  - 教育委員会
  - 議会事務局
  - 町立診療所（家庭医療で有名。NHKクローズアップ現代でも取り上げられた）

### 国の機関
- 寿都区検察庁（無人。八雲区検察庁にて事務）
- 後志森林管理署寿都森林事務所（無人。黒松内森林事務所で併任）
- 小樽開発建設部岩内道路事務所寿都監督員詰所
- 寿都測候所
- 寿都簡易裁判所
- 函館家庭裁判所寿都出張所

### 道の機関
- 後志総合振興局寿都社会福祉事務出張所

### 消防
- 岩内・寿都地方消防組合消防署寿都支署

## 経済

### 産業
日本海に面しているため、漁業が盛んに行われている。かつてはニシン漁で栄えた。現在はコウナゴから作る生炊きしらす、寿ガキなどが全国的に有名であり、農業については、だし風という土地柄からあまり盛んではない。小さな町だが菓子屋が多く、有名なわかさいもは実は寿都が発祥の地である。
- 漁業
  - カキ（寿都湾で養殖。寿ガキというブランドで売り出している）
  - ウニ（ムラサキウニ）
  - アワビ（漁港直売店で天然物を買える）
  - イカ（春はヤリイカ。夏からはマイカ。最盛期には地元だけでは漁船が足りず、東北地方からも漁船がやってくる）
  - ホッケ（弁慶岬での釣りでも有名）
  - 生炊きしらす
  - 鮭寿
  - ニシン（かつては栄えた。現在は殆ど獲れない）

- 農業
  - 長芋（寿都町字樽岸町浜中で栽培されている）

- 製菓業
  - わかさ屋いも（寿都町はわかさいもの発祥の地。地元の若狭屋老舗がこの名で販売）
  - 湯別おんせんまんじゅう（千秋庵が販売）
  - 海老太郎（甘寿堂が販売）
  - だし風

- 鉱業
  - 寿都鉱山（1962年閉山。現在はズリが残る）

### 金融機関
- 北海道銀行寿都支店
- 北海道信用金庫寿都支店 - 2022年8月に北海道銀行寿都支店が岩内支店（岩内町）内に移転し、北海道信用金庫寿都支店に北海道銀行と北海道信用金庫の共同窓口が設置される[6]。

### 漁協
- 寿都町漁業協同組合

### 郵便局
- 寿都郵便局（集配局）
- 磯谷郵便局
- 歌棄郵便局

他に簡易郵便局として美谷、樽岸、湯別（2021年4月1日から一時閉鎖）がある。

### 宅配便
- ヤマト運輸：函館主管支店北海道寿都センター
- 佐川急便：八雲営業所（八雲町）
- 日本通運：小樽支店（小樽市）

## 公共機関

### 警察
- 寿都警察署[7]

## 地域

### 人口
| |                                        |  |
| 寿都町と全国の年齢別人口分布（2005年） | 寿都町の年齢・男女別人口分布（2005年） |  |
| ■紫色 ― 寿都町 ■緑色 ― 日本全国 | ■青色 ― 男性 ■赤色 ― 女性              |  |
| 寿都町（に相当する地域）の人口の推移 \| 1970年（昭和45年） \| 7,257人 \| \| \| 1975年（昭和50年） \| 6,511人 \| \| \| 1980年（昭和55年） \| 5,925人 \| \| \| 1985年（昭和60年） \| 5,497人 \| \| \| 1990年（平成2年） \| 4,858人 \| \| \| 1995年（平成7年） \| 4,405人 \| \| \| 2000年（平成12年） \| 4,114人 \| \| \| 2005年（平成17年） \| 3,744人 \| \| \| 2010年（平成22年） \| 3,440人 \| \| \| 2015年（平成27年） \| 3,137人 \| \| \| 2020年（令和2年） \| 2,838人 \| \| |                                        |  |
| 総務省統計局 国勢調査より |                                        |  |
| 1970年（昭和45年） | 7,257人                                |  |
| 1975年（昭和50年） | 6,511人                                |  |
| 1980年（昭和55年） | 5,925人                                |  |
| 1985年（昭和60年） | 5,497人                                |  |
| 1990年（平成2年） | 4,858人                                |  |
| 1995年（平成7年） | 4,405人                                |  |
| 2000年（平成12年） | 4,114人                                |  |
| 2005年（平成17年） | 3,744人                                |  |
| 2010年（平成22年） | 3,440人                                |  |
| 2015年（平成27年） | 3,137人                                |  |
| 2020年（令和2年） | 2,838人                                |  |

### 教育
- 高等学校
  - 北海道寿都高等学校（公立・道立）
- 中学校
  - 寿都
- 小学校
  - 寿都、潮路
- 大学付属施設
  - 東海大学（旧・北海道東海大学）生物理工学部寿都臨海実験所（旧樽岸小学校を利用）

#### かつてあった学校
- 中学校
  - 湯別、歌棄、磯谷、樽岸
- 小学校
  - 湯別、歌棄、美谷、磯谷、樽岸、政泊、横澗

## 交通

### 鉄道
町内を鉄道路線は走っていない。鉄道を利用する場合の最寄り駅は、JR北海道函館本線黒松内駅。

#### かつて存在した鉄道
- 寿都鉄道 - 1968年8月14日に水害により休止、1972年5月11日廃止
  - 湯別駅 - 樽岸駅 - 寿都駅

### バス
- ニセコバス - 寿都ターミナル（旧・寿都営業所）を設置。岩内町・黒松内町・長万部町・島牧村への路線がある。
  - 岩内ターミナル - 雷電温泉郷 - 港町 - 洗心学園 - みのり橋 - ゆべつのゆ - 寿都ターミナル
  - 栄浜 - 原歌 - 島牧役場 - 歌島 - 寿都ターミナル
  - 長万部駅 - 二股駅 - 黒松内温泉 - 黒松内駅 - みのり橋 - ゆべつのゆ - 寿都ターミナル

### 道路
- 一般国道
  - 国道229号
  - 国道276号
- 都道府県道
  - 北海道道9号寿都黒松内線
  - 北海道道272号寿都停車場線
- 道の駅
  - みなとま〜れ寿都

## 通信
市外局番は0136（倶知安MAエリアも0136だが互いに市外局番からかける必要がある。寿都郡黒松内町と島牧郡島牧村へかける場合のみ市外局番なしでかけられる）。
市内局番は60〜69。うち、NTT東日本が使用している番号は62〜67。

## 名所・旧跡・観光スポット・祭事・催事

### 名所
- 寿都温泉
- 弁慶岬と弁慶銅像
- 法人の森（月越ブナ林：北限として有名な黒松内よりも北のブナ林）
- 寿都神社などのサクラ

### 旧跡
- 寿都劇場（取り壊された）
- 鰊御殿（宿泊可能）
- 漁場建築佐藤家（北海道指定有形文化財。通常は公開されていないが、催事の際などに見学可能）
- 追分記念碑（江差追分の「忍路高島およびもないがせめて歌棄磯谷まで」の歌棄・磯谷は寿都町内）
- 津軽藩寿都陣屋跡 - 現在寿都町総合文化センターがあり、遺構は残されておらず説明板が当時を偲ばせる。

### 観光スポット
- ウィズコム（寿都町総合文化センター。館内に文化財展示室あり。）
- 磯谷高地
- 町民スキー場
- 風力発電所
  - 寿都風力発電所 - 寿都町字六条町に設置。5基。総発電能力82.5kW(16.5kW×5)。1989年稼働開始。自治体の風力発電所としては全国初。最初の風力発電は今では珍しい二枚羽であった。カントリーサインはこの最初の風力発電所を描いている。立地条件の悪さによる稼働率の低さと施設の老朽化のため2000年に休止、2006年に廃止。
  - 寿都温泉ゆべつのゆ風力発電所 - 寿都温泉に隣接して設置。1基。発電能力230kW。1999年稼働開始。現在も運用中。
  - 寿の都風力発電所 - 寿都湾沿岸部に設置。3基。総発電能力1800kW(600kW×3)。2003年稼働開始。現在も稼働中。
  - 風太風力発電所 - 寿都湾沿岸部(寿の都風力発電所の西側)に設置。5基。総発電能力9950kW(1990kW×5)。2007年稼働開始。現在も稼働中。発電所名は町のマスコットキャラクター「風太」から。
  - 風太風力発電所(第二) - 風太風力発電所に2基増設。発電能力2300kW×2。2011年稼働開始。現在も稼働中。

### 祭事
- 寿都神社例大祭（毎年7月14 - 16日）

### 催事
- 寿カキふるさと祭り（毎年5月中旬から下旬）
- 寿都港おさかな市（せり体験など。毎年6月初旬。）
- 大磯サマーストリートパラダイス（大磯商店街主催。道内歌手によるコンサートなど。毎年7月）
- 弁慶祭り（弁慶行列など。漫画家の本庄敬と小学生らが漁港の堤防に風太くんのイラストを描くという催しもあった。2004年で中止。以降は寿都ふるさと祭りに替わった）
- 寿都ふるさと祭り（2005年から始まった。盆踊りと花火大会。殻つきウニや焼きホタテなど地元海産物の屋台が出る。毎年8月お盆）
- 新栄町納涼会（毎年8月）
- 全町歩こう会（毎年10月初旬）
- 湯さこい秋祭り（毎年10月上旬）

## ケーブルテレビ
もともと、寿都町はテレビ電波が直接届くには障害の多い地区で、昔からテレビ電波だけでなくラジオ放送も届きにくい難視聴地域だったため、近くの山奥に共同アンテナを建てて各戸にテレビを配信して観ていた。今は、隣の町（蘭越町港町）に寿都中継局が設置されたため、個別にアンテナを建てて見られる状況にあるが、寿都町は海岸線のため、特に塩害や強風による風雪害、カラス等による鳥害でアンテナの寿命が極端に短いとあって、現在もテレビ寿都放送による共同受信を行っている。
1977年（昭和52年）から足かけ3年を経て北海道電波監理局（後に北海道電気通信監理局 現在の北海道総合通信局）より個人局として北海道で初めて許可を受ける。
1979年（昭和54年）1月8日より自主放送開始。現在は、小学校の運動会やお祭りなどの放送をしている。

## マスコットキャラクター
漫画家の本庄敬によりデザインされた風を受け飛んでいるわんぱく坊主である「風太」というマスコットキャラクターがいる。マンホールのふた、消防車のペイント、街灯、特産品の袋、寿都漁港堤防の壁画、町内一部店舗で買い物をした際にもらえる「風太くんスタンプ」など、寿都町内ではいたるところで見ることが出来る。

## イメージソング
作詞中谷純平、作曲原譲二、歌北島三郎による「風のロマン」と「弁慶岬」。1997年（平成9年）7月に日本クラウンからシングル発売されたが、ヒットはしなかった。シングルCD、シングルカセットは役場などで購入できる。日本クラウンの北島三郎大全集にも収録されている。歌詞はこちら。

## 文化

### 寿都町が登場する作品

#### 漫画
- 北の土龍（もぐら） 石川サブロウ
- ニッポン動物記 本庄敬

## 出身著名人

### 政界・官界・経済界
- 薄田美朝（第51代警視総監・衆議院議員）
- 佐藤榮右衛門（元衆議院議員）- 源義経の家臣・佐藤継信の子孫
- 澤田利吉（元衆議院議員・旧北海道日日新聞社長）
- 田原賢一（雄武町長）
- 立石賢治（実業家・政治家・牧師）
- 若狭函寿（わかさいも本舗創業者）
- 田井直治（元田井自動車工業社長）
- 吉田弘（元ザ・ウィンザーホテルズインターナショナル顧問）
- 下村泰山（スープカレー発祥の店「マジック・スパイス」の経営者）

### 学術・文化・芸術
- 小池毅（医師・細菌学者、北里柴三郎の助手も務めた）
- 川村米一（元北海道大学文学部教授、旧歌棄村出身）
- 清水哲也（元旭川医科大学学長・同大学名誉教授・体外受精の権威）
- 前野一夫（千葉大学工学部教授、生まれは小樽市）
- 齋藤健一（元弘前大学教授）
- 荒谷七生（詩人・作家・郷土史家）
- 荒谷松葉子（俳人）
- 菅谷明子（ジャーナリスト・経済産業研究所研究員）
- 菊地秀一（画家）
- 橋本勘介 （備前焼作家）
- 兼古隆雄（ギタリスト）
- 本庄敬（漫画家）

### 芸能・マスコミ
- 南波糸江（タレント・モデル・ウェザーニュースお天気キャスター）
- 小林昌視（歌手：湯別メインストリート）
- 越前谷直樹（歌手：湯別メインストリート）
- 越前谷玲奈（札幌ドームボールガール・元HBCトピッカー）
- 小笠原まさや（お笑い芸人、占い師）

### スポーツ
- 藤錦千代吉（幕内力士、入幕1948年10月、最高位前頭18枚目）

### その他
- 船木一治（六代目山口組三代目誠友会会長）
- 横山幸平（指定暴力団松葉会北道会会長）

### 出身ではないが関わりの深い人たち
- 畑金吉（元寿都町長・旧寿都鉄道創立者、福井県生まれ）
- 松井源内（元衆議院議員・元寿都町長・旧寿都汽船株式会社長・旧寿都倉庫株式会社長、新潟県生まれ）
- 箕輪登（元郵政大臣・元自民党副幹事長、1946年から1952年まで寿都で医師として過ごす）
- 川村隆（元日立製作所社長・経団連副会長、父親は川村米一（前出）、出身地は函館市）
- 高橋太郎（コロンビア大学地球科学研究所副所長、寿都の若狭屋老舗が父親の実家）
- 葛西善蔵（作家、弘前市生まれ、幼少の一時期を寿都で過ごす）
- 上戸彩（女優、寿都に父親の実家がある）
- 一十三十一（シンガーソングライター、父親は下村泰山（前出））